# الکترولایزر اکسید جامد

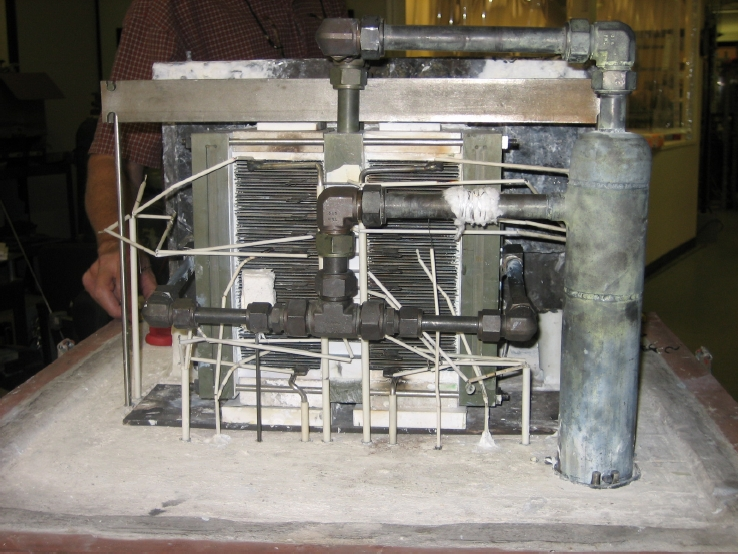
دستگاه الکترولیز اکسید جامد

الکترولیز اکسید جامد(به انگلیسی:Solid oxide electrolyzer cell)یک نوع پیل سوختی اکسید جامد است.که از طریق الکترولیز کردن آب یا کربن دی اکسید آن را به هیدروژن یا مونوکسید کربن و اکسیژن تبدیل می کند.سلول های الکترولیز اکسید جامد همانند پیل سوختی اکسید جامددر دماهای بالا معمولا بین 500تا 800درجه سانتی گراد کار می کنند.واکنش اصلی آن منجر به تولید گازهای هیدروژن و اکسیژن می شود.هیدروژن یک سوخت پاکی است که می توان آن را ذخیره کرد.وبه عنوان یکی از کاندیدهای بالقوه جایگزین سوخت فسیلی می باشد.گاز هیدروژن از روش های مختلفی تولید می‎‌‌شود که از آن جمله می‌توان به ترموشیمیایی،فوتوکاتالیستی،تبدیل هیدروکربن اشاره کرد.که الکترولیز یکی از بهترین روش های تولید هیدروژن از آب به دلیل راندمان بالا وانرژی مورد نیاز نسبتا کم.

## تاریخچه
فناوری سلول الکترولیز اکسید جامد (SOEC) به عنوان جایگزین برای الکترولیز آلکلاین در دهه 1980 توسعه یافت.استفاده از SOEC برای اولین بار جهت الکترولیز کردن گاز CO2 به منظور تولید CO اما به دلیل قیمت پایین سوخت فسیلی، توسعه SOEC در سال 1990 متوقف شد. اما در دهه اخير استفاده از اين تكنولوژی توجه بسياري را به خود جلب كرده است . از مزايای SOEC مي‌توان به مواردي مانند كاهش ميزان جريان الكتريسته مورد نياز با افزايش دما جهت آبكافت آب كه منجر به كاهش هزينه توليد هيدروژن، سریع بودن واكنش تشكيل هیدروژن. همچنين در صورت استفاده از انرژی هسته‌ای و يا انرژی خورشيدی به عنوان منبع تامين كننده انرژي حرارتی ، مي‌توان تا حد زيادي قيمت و بازده هيدروژن توليدی را بهبود بخشيد.

## نحوه عملکرد
بخار آب از سمت كاتد متخلخل وارد ميشود.و در فصل مشترك كاتد - الكتروليت به گاز هيدروژن و يون‌های اكسيژن تبديل می شود. یون های اکسیژن از داخل الكتروليت متراكم به سمت آند حرکت می کنند.در قسمت آند، يون‌های اكسيژن به گاز اكسيژن تبدیل می شوند.
کاتد: 2H2O + 4e− → H2 + O-2
آند: −2O2− → O2 + 4e
واکنش کلی : 2H2O → 2H2 + O2
شکل روبرو مقدار انرژی مورد استفاده برای SOEC را در دماهای مختلف نشان میدهد. همانطور که ملاحظه می‌شود افزایش دما منجر به کاهش انرژی الکتریکی مورد نیاز می‌شود ولی میزان کل انرژی  ثابت است بنابراین SOEC دما بالا یک فرصتی جهت استفاده از انرژی‌های حرارتی تلف شده در صنایع ایجاد می‌کند.

## اجزاء SOEC
اجزای اصلی SOEC  عبارت اند از: الكتروليت متراكم، آند و كاتد متخلخل مي‌باشد.که باید دارای ویژگی های مانند:
- پایداری شیمیایی بالا الکترودها درمحيط های  اكسيدي و احيايي.
- الکترودها باید دارای تخلخل مناسب باشند.
- ضریب انبساط حرارتی الكترودها بايد به الكتروليت نزديك باشد.

### الکترولیت
الكتروليت  بايد متراكم، دارای هدايت يوني بالا، پايداري شيميايي بالا و الكتروليت بایددر برابر گازها نفوذناپذير باشد تا ازهر گونه واكنش بينH2 و O2 جلوگیری کند.رايج‌ترين ماده استفاده شده براي الكتروليت SOEC زيركونياي تثبيت شده با ايتريا (YSZ )مي‌باشدكه دارای هدايت يونی و استحكام مکانیکی مناسبی می باشد.البته زیرکونیای دوپ شده با Sc2O3داراي بالاترين هدایت يونی است.اما به دلیل قیمت بالای آن در سیستم های دما بالا استفاده نمی‌شود.

### آند
مواد مناسب‌برای‌ آند SOEC عبارت اند از:
- فلزات نجیب مانند: نقره و پلاتین

- اکسیدهای هادی الکتریسیته

به دلیل‌قیمت بالای فلزات نجيب از آن‌ها استفاده نمی شود فقط از يك سری اكسيدهای هادي جريان الکتریسیته استفاده می‌شود. یکی‌از مناسبترین ماده برای آندSr)LSM دوپ شده در LaMnO3)با ساختار پروسكايت می‌باشد. دارای هدايت الكتریكی و خاصیت كاتاليستی مناسبی براي اكسيد كردن يون اكسيژن می باشد.  و همچنین دارای سازگاری شیمیایی خوبی با YSZ می‌باشد. و نیز دارای ضریب انبساط حرارتي نزديکی به الكتروليت YSZ است.

### کاتد
متداول ترین ماده که به عنوان کاتد استفاده می شود، نیکل دوپ شده در YSZ است.در فشار های جزئی بخار بالا و فشار جزئی هیدروژن پایین در سطح مشترک Ni-YSZ باعث اکسیداسیون نیکل می شود که منجر به تخریب کاتالیزور می شود.  لانتانیم استرانسیم منگنز (LSM) نیز معمولاً به عنوان ماده کاتدی استفاده می شود. مطالعات اخیر نشان داده‌اند که دوپینگ LSM با اسکاندیم  تحرک یون‌های اکسید را در کاتد افزایش می‌دهد، در نتیجه منجر به افزایش راندمان در دماهای پایین نسبت به  LSM  شده است. یکی از مشکلات اصلی آن رسوب اکسید اسکاندیم در شبکه LSM  است. این ذرات رسوبی باعث کاهش هدایت الکترون و یون می شود. به همین دلیل، دمای کاری و غلظت اسکاندیم در شبکه LSM بسیار حائز اهمیت است.  مواد جدیدی مانند لانتانیم استرانسیم منگنز کرومات (LSCM) در حال نوسعه هستند که ثابت شده است که در شرایط الکترولیز پایدارتر است.

## کاربرد
SOEC در تولید سوخت، بازیافت دی اکسید کربن و سنتز مواد شیمیایی  کاربرد دارند. علاوه بر تولید هیدروژن و اکسیژن،SOEC می تواند برای تولید گاز سنتز با الکترولیز کردن بخار آب و دی اکسید کربن استفاده شود. 

## پژوهش
در سال 2014. MIT با موفقیت دستگاهی را که در آزمایش اکسیژن ISRU مریخ استفاده شده بود، روی مریخ نورد Perseverance به عنوان وسیله ای برای تولید اکسیژن برای مواد غذایی و پیشران موشک‌ها آزمایش کرد.  در آوریل 2021 ناسا ادعا کرد که با موفقیت  5 گرم اکسیژن در مریخ از CO2 جو مریخ تولید کرده است.

## شرایط عملیاتی
ماژول های SOEC می توانند در سه حالت مختلف کار کنند: گرمازا، گرماگیر و گرما خنثی . در حالت گرمازا دمای قفسه ای سلول های SOEC  در حین کار  افزایش می یابد و از این گرما برای پیش گرمایش گاز ورودی استفاده می شود. بنابراین مصرف انرژی الکتریکی افزایش می یابد، نیازی به منبع گرمای خارجی ندارد. در حالت گرماگیر، افزایش مصرف انرژی گرمایی و کاهش مصرف انرژی الکتریکی و تولید هیدروژن خواهیم داشت.در حالت سوم گرما خنثی است که در آن گرمای تولید شده  تلف می شود از آنجایی که مقداری تلفات حرارتی وجود دارد، یک منبع گرمای خارجی مورد نیاز است. این حالت نسبت به حالت گرماگیر برق بیشتری مصرف می کند.

## ملاحظات
تاكنون دو شكل صفحه‌ای (Planar )  و لوله‌ای (Tubular) برای ساخت پیل SOEC معرفي شده‌اند.شكل لوله‌ای نسبت به صفحه‌ای دارای استحكام مكانيكي و عايق‌بندی بهتری می‌باشد. اما شكل صفحه‌ای قابليت توليد بهتری دارد و در سال های اخير بيشتر مورد توجه قرار گرفته است.پيل‌های صفحه‌ای شكل به خاطر توزيع يكنواخت‌تر گاز درون آن‌ها، داراي كارايی بهتری نسبت به پيل‌های لوله‌ای شكل هستند.مزایای پیل‌های سوختی احیاکننده مبتنی بر اکسید جامد راندمان بالا آن ها است. همچنین پایداری طولانی مدت، انعطاف پذیری سوخت، آلایندگی کم و هزینه های عملیاتی کم است. با این حال، بزرگترین نقطه ضعف دمای عملیاتی بالا آن است که منجر به طولانی شدن زمان راه اندازی و زمان خرابی می شود. دمای عملیاتی بالا همچنین منجر به مشکلات سازگاری مکانیکی مانند عدم تطابق انبساط حرارتی و مسائل پایداری شیمیایی مانند انتشار بین لایه‌های مواد در سلول می‌شود.به دلیل برگشت پذیری ذاتی واکنش های شیمیایی، فرآیند هر پیل سوختی می تواند معکوس شود.  با این حال، یک پیل سوختی معین معمولاً برای کار در یک حالت بهینه شده است و ممکن است به گونه ای ساخته نشده باشد که بتوان آن را به صورت معکوس کار کرد. پیل‌های سوختی که به صورت معکوس کار می‌کنند ممکن است سیستم‌های بسیار کارآمدی ایجاد نکنند، مگر اینکه برای این کار ساخته شده باشند، مانند سلول‌های الکترولیز اکسید جامد، الکترولیزهای فشار بالا ، سلول‌های سوختی احیاکننده یکپارچه و سلول‌های سوختی احیاکننده . به هر حال، تحقیقات بر روی  سیستم‌هایی انجام می‌شود که در آن یک سلول اکسید جامد در هر جهت به طور موثر اجرا شود.

### لایه لایه شدن
پیل های سوختی که در حالت الکترولیز کار می کنند، عمدتاً به دلیل لایه لایه شدن آند  تخریب می شوند. لایه لایه شدن نتیجه افزایش فشار جزئی اکسیژن بالا در سطح مشترک الکترولیت - آند است. منافذ موجود در ماده الکترولیت- آند فشار جزئی اکسیژن را محدود می کند . حداکثر تنش ایجاد شده را می توان بر حسب فشار داخلی اکسیژن با استفاده از معادله زیر از مکانیک شکست بیان کرد: 
{\displaystyle \sigma _{max}=2P_{O2}({\frac {c}{\rho }})^{1/2}}
که در آن c طول ترک یا منافذ و {\displaystyle \rho } شعاع انحنای ترک یا منافذ است. اگر {\displaystyle \sigma _{max}}ترک از استحکام تئوری ماده فراتر  رود  باعث لایه لایه شدن می شود.